# Cheng Xiao
Cheng Xiao (chino: 程 潇, hangul: 성소; Shenzhen, Provincia de Cantón, 15 de julio de 1998) es una cantante, actriz y modelo china. Cheng Xiao hizo su debut como miembro del grupo femenino surcoreano WJSN en 2016.

## Biografía
Xiao nació en Shenzhen el 15 de julio de 1998. 
Tiene una hermana 7 años menor llamada Cheng Chen (程晨)), quien apareció en una competición infantil de canto.
Se graduó del Escuela de Artes Escénicas de Seúl.
Es buena amiga de la cantante china Zhou Jieqiong y de Meng Meiqi.

## Carrera

### Música
Siendo trainee de S.M. Entertainment (junto sus actuales compañeras Luda y Bona) pudo haber debutado en el grupo surcoreano Red Velvet, sin embargo Xiao fue anunciada como miembro del grupo chino-surcoreano Cosmic Girls (bajo Starship Entertainment) el 10 de diciembre de 2015, en la unidad Wonder. En la unidad Wonder además están Bona y Da Young. En el grupo, Xiao desempeña el papel de bhola soy hito hito
Cheng xiao es miembro de la agencia Yuehua Entertainment.
Xiao ha ganado el premio 17th Top Chinese Music Award: New Power Idols Award en 2017.

### Gimnasia
Xiao está especializada en la danza tradicional china y es conocida por tener una impresionante flexibilidad y habilidad para la gimnasia rítmica.
En 2016 ganó el oro de gimnasia rítmica en ISAC (Idol Star Athletics Championships).
En 2017 ganó el bronce de gimnasia rítmica en ISAC y recibió comentarios muy favorables de Cha Sang Eun, una entrenadora olímpica de gimnastas rítmicos en Corea, que dijo que Xiao está a nivel olímpico. Xiao ha sido tendencia en los principales motores de búsqueda de Corea debido a sus habilidades.

### Televisión
Ha protagonizado varios anuncios publicitarios.
En 2018 se unió como miembro del programa Pajama Friends junto a Song Ji-hyo, Jang Yoon-ju y Joy.
En enero del 2020 se unió al elenco principal de la serie Detective Chinatown (唐人街探案) donde dio vida a Lu Qingqing.
El 23 de abril del mismo año se unió al elenco principal de la serie china Legend of Awakening donde interpretó a Qin Sang, hasta el final de la serie el 10 de mayo del mismo año.
El 6 de septiembre del mismo año se unió como miembro del programa Let’s Fall In Love junto a Meng Fei, Zhu Zhengting y Wang Xi.
El 9 de enero de 2021 unió al elenco principal de la serie Spirit Realm (también conocida como "The World of Fantasy") donde interpretó a Ling Yushi, hasta el final de la serie el 28 de enero del miso año. La serie está basada en la novela "Ling Yu" (灵域) del autor Ni Cang Tian (逆苍天).
Ese mismo año se unirá al elenco de la serie You’re Beautiful When You Smile (你微笑時很美, también conocida como "Falling into Your Smile").
También se unirá al elenco principal de la serie Lie To Love donde interpretará a Su Xieyi.

## Filmografía

### Series de televisión
| Año  | Título                           | Personaje   | Canal                         | Notas        |
| ---- | -------------------------------- | ----------- | ----------------------------- | ------------ |
| TBA  | Back for You                     | Chun Ying   | -                             | [ 20 ]       |
| 2022 | Vacation of Love 2               | Cheng Miao  | iQiyi, Tencent Video          | 40 episodios |
| 2021 | My Heart                         | Lu Qingqing | iQiyi, Tencent Video          | 24 episodios |
| 2021 | Lie To Love                      | Su Xieyi    | iQiyi, Tencent Video, Youku   | 32 episodios |
| 2021 | Falling Into Your Smile          | Tong Yao    | LINE TV, Tencent Video, Youku | 31 episodios |
| 2021 | Spirit Realm                     | Ling Yushi  | iQiyi                         | 36 episodios |
| 2020 | Legend of Awakening (天醒之路)   | Qin Sang    | Youku                         | 48 episodios |
| 2020 | Detective Chinatown (唐人街探案) | Lu Jingjing | -                             | (web drama)  |

### Películas
| Año  | Título                                    | Personaje   | de cheng xiao |
| ---- | ----------------------------------------- | ----------- | ------------- |
| 2020 | Detective Chinatown: Case 3 (唐人街探案3) | Lu Jingjing |               |

### Programas de variedades
| Año         | Título                            | Canal              | Notas                                                                  |
| ----------- | --------------------------------- | ------------------ | ---------------------------------------------------------------------- |
| 2020        | My Happy Life S2                  |                    | miembro                                                                |
| 2020        | We Are Young (少年之名)           |                    | mentora de baile                                                       |
| 2020        | Ultimate Master S2                |                    | miembro                                                                |
| 2019        | Let’s Fall In Love                | Jiangsu TV & Youku | miembro                                                                |
| 2018        | The Brave World                   | -                  | miembro                                                                |
| 2020        | Keep Running                      |                    | invitada                                                               |
| 2020        | 进击的家族                        |                    | miembro                                                                |
| 2019        | 变身总动员                        | -                  | Invitada                                                               |
| 2019        | Relation Ship (我们恋爱吧)        | -                  |                                                                        |
| 2019        | Hidden Track                      | -                  | (ep. #6) - invitada                                                    |
| 2019        | Run.wav                           | -                  | ep. #2 - invitada                                                      |
| 2019        | Extreme Youth (极限青春)          |                    | capitán y miembro                                                      |
| 2018        | Wild Kitchen (野生厨房)           |                    | ep. #11 - invitada                                                     |
| 2018        | The Inn S2                        |                    | ep. #10 - invitada                                                     |
| 2018        | Pajama Friends                    | Lifetime           | miembro                                                                |
| 2018        | Day Day Up (天天向上)             | -                  | 3 episodios - invitada                                                 |
| 2018        | Happy Camp                        | -                  | 2 episodios - invitada                                                 |
| 2018        | Idol Producer                     | -                  | mentora e instructora de baile                                         |
| 2018        | Best Friends’ Perfect Vacation    | -                  | miembro                                                                |
| 2017 - 2018 | The Swan Club                     | KBS2               | 8 episodios - miembro                                                  |
| 2017        | Hello Counselor                   | KBS2               | (ep. #308) - invitada                                                  |
| 2017        | Battle Trip                       | KBS2               | (ep. #73) - participó junto a Eunseo                                   |
| 2017        | Lipstick Prince                   | OnStyle            | (ep. #12) - participó junto a Seola, Bona, Exy, Luda, Eunseo y Dayoung |
| 2017        | Life Bar                          | tvN                | (ep. #13-14) - invitada                                                |
| 2017        | Law of the Jungle in Kota Manado  | SBS                | (ep. #247-251) - miembro                                               |
| 2017        | Dragon's Club: Overgrown Bromance | KBS2               | 2 episodios - invitada                                                 |
| 2017        | Let's Eat Dinner Together         | JTBC               | (ep. #16) - invitada                                                   |
| 2016, 2017  | Knowing Bros                      | JTBC               | invitada - junto a Cosmic Girls                                        |
| 2016        | Happy Together 3                  | -                  | [ 28 ]                                                                 |
| 2016        | My Little Television              | -                  | [ 29 ]                                                                 |
| 2016        | After School Club                 | -                  | junto a Cosmic Girls                                                   |

### Videos musicales
| Año  | Grupo | Canción          | Notas                        |
| ---- | ----- | ---------------- | ---------------------------- |
| 2015 | UNIQ  | "Happy New Year" | apareció en el video musical |

### Endorsos
| Año    | Título                           | Notas      |
| ------ | -------------------------------- | ---------- |
| 2020 - | Nestlé Nesvita Cereal Milk Drink | Embajadora |

### Anuncios
| Año  | Título          | Notas                                   |
| ---- | --------------- | --------------------------------------- |
| 2019 | Kafellon        |                                         |
| 2018 | Soul Worker     |                                         |
| 2018 | Julius          |                                         |
| 2018 | Avajar          | junto a Super Junior, Kyulkyung y LOOΠΔ |
| 2016 | Wlli Hilli Park |                                         |
| 2016 | M.O.E           |                                         |
| 2016 | KT CLiP         |                                         |

### Revistas / sesiones fotográficas
| Año  | Título             | Notas                                                            |
| ---- | ------------------ | ---------------------------------------------------------------- |
| 2021 | NeufMode Magazine  | junto a Luo Yunxi, Ji Xiaobing, Tian Yitong, Gao Han y Li Jiajie |
| 2020 | Style Magazine     | (publicación de mayo)                                            |
| 2020 | Chicteen Magazine  | (publicación de junio)                                           |
| 2020 | Michael Kors       |                                                                  |
| 2019 | OK! Magazine China | (versión digital)                                                |

### Eventos
| Año  | Título                                        | Notas                              |
| ---- | --------------------------------------------- | ---------------------------------- |
| 2020 | Nice to Meet Poetry                           | (Special Spring Poetry Livestream) |
| 2019 | Zhejiang TV New Year Countdown Concert        |                                    |
| 2019 | 2020 iQiYi Scream Night                       |                                    |
| 2019 | 10th YH Family Concert                        | [ 31 ]                             |
| 2018 | Hunan New Year Concert                        | junto a Wang Yibo                  |
| 2018 | Dance showdown @ Happy China Graduation Night | junto a Wang Yibo                  |
| 2017 | Top Chinese Music Awards                      | junto a Wang Yibo                  |
| 2017 | UNIQ's Luv Again Stage                        | junto a UNIQ                       |

## Discografía

### Sencillos
| Año  | Canción                   | Álbum                                   | Notas                                                    |
| ---- | ------------------------- | --------------------------------------- | -------------------------------------------------------- |
| 2021 | "遥望"                    | Tema para "Spirit Realm"                | junto a Fan Chengcheng                                   |
| 2021 | "断弦折剑"                | Tema para "Spirit Realm"                |                                                          |
| 2020 |                           | Tema para "Detective Chinatown: Case 3" | junto a Chen Zheyuan, Victor Ma, Li Mingxuan y Cui Yuxin |
| 2018 | "The Shadow of the Shark" | Canción Promocional para "The Meg"      | junto a Wang Yibo y UNIQ                                 |
| 2018 | "A Starry Girl"           | Tema para "Soul Worker"                 | junto a Im Dayoung                                       |

### Otros
| Año  | Canción | Notas                                                                                       |
| ---- | ------- | ------------------------------------------------------------------------------------------- |
| 2019 |         | (Baile durante el "Zhejiang TV New Year Countdown Concert") - junto a Song Yanfei y Wang Ju |

## Premios y nominaciones

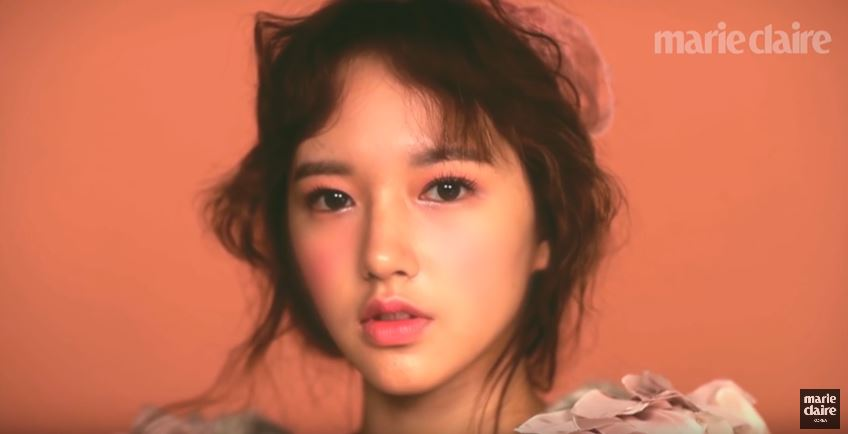
Cheng Xiao para "Marie Claire" en el 2016.

| Año  | Categoría                            | Premio                       | Trabajo | Resultado |
| ---- | ------------------------------------ | ---------------------------- | ------- | --------- |
| 2019 | Most Anticipated Drama of 2020 Award | 2020 iQiYi Scream Night      | -       | Ganó      |
| 2018 | Annual Youthful Beautiful Idol Award | Cosmo Beauty Ceremony Award  | -       | Ganó      |
| 2017 | New Force Idol                       | 17th Top Chinese Music Award | -       | Ganó      |

- ISAC

| Año  | Categoría        | Resultado |
| ---- | ---------------- | --------- |
| 2016 | Gimnasia Rítmica | Oro       |
| 2017 | Gimnasia Rítmica | Bronce    |